# Claudio Dadómo
Claudio Martín Dadómo Minervini (Montevideo, Uruguay, 10 de febrero de 1982) es un futbolista uruguayo. Juega de defensa y actualmente milita en el Club Atlético River Plate de la Primera División de Uruguay.

## Selección nacional
Ha sido internacional con la Selección de fútbol de Uruguay, ha jugado 3 partidos internacionales e incluso participó con su selección en la Copa América de Colombia 2001, donde su selección terminó en el cuarto lugar.

## Clubes
| Club                 | País    | Año           |
| -------------------- | ------- | ------------- |
| Montevideo Wanderers | Uruguay | 2000-2002     |
| Nacional             | Uruguay | 2003-2004     |
| Montevideo Wanderers | Uruguay | 2004-2006     |
| Bella Vista          | Uruguay | 2006-2007     |
| Hammarby             | Suecia  | 2008          |
| Cerro                | Uruguay | 2008-2010     |
| AEK Atenas           | Grecia  | 2010-2011     |
| Ergotelis            | Grecia  | 2011          |
| River Plate          | Uruguay | 2011-2012     |
| Cerro                | Uruguay | 2013-presente |